# (13229) Echion
(13229) Echion (1997 VB1) – planetoida z grupy trojańczyków okrążająca Słońce w ciągu 11,93 lat w średniej odległości 5,22 j.a. Odkryta 2 listopada 1997 roku.